# 赤血球凝集反応
赤血球凝集反応（せっけっきゅうぎょうしゅうはんのう、英: hemagglutination or haemagglutination）は、赤血球が関与する特有の凝集の形態であり、血球凝集反応（けっきゅうぎょうしゅうはんのう）とも呼ばれる。臨床検査室での用途には、血液型検査と、赤血球凝集試験におけるウイルス希釈液の定量化の2つがある。

## 血液型検査
血液型は、血液サンプル中の血液型抗原AまたはBに結合する抗体を用いて決定することができる。
たとえば、A型の血液型に結合する抗体を加えて凝集が起こった場合、その血液はA型かAB型のいずれかになる。A型かAB型かのどちらかを判断するために、B型に結合する抗体を加えて、凝集が起こらなければA型となる。A型またはB型の抗原に結合する抗体のいずれでも凝集が起こらない場合は、どちらの抗原も血球上に存在しないことになり、その血液はO型となる。
血液型診断では、患者の血清を既知の血液型の赤血球と比較して検査し、さらに患者の赤血球を既知の血清型と比較して検査する。このようにして、患者の血液型は赤血球と血清の両方から確認される。干渉する抗体がある場合に備えて、患者の血液サンプルで直接クームス試験も行われる。

## 赤血球凝集試験
多くのウイルスは、赤血球の表面に存在する分子に付着する。このため、特定の濃度のウイルス懸濁液ではウイルスが赤血球に結合（凝集）し、赤血球が懸濁液から沈降するのを妨げる場合がある。凝集は感染力とは無関係であるため、弱毒化ウイルスをアッセイ（検査法）に使用することが可能であるが、感染力の判定にはプラークアッセイなどの別のアッセイを用いる必要がある。ウイルス懸濁液をアッセイトレイ（一定容積の一連のウェル（縦穴））に段階的に希釈し、標準量の血球を加えることにより、ウイルス粒子の数を推定することができる。この方法はプラークアッセイよりも精度は低いが、より安価で迅速に（30分程度）測定できる。
このアッセイは、抗血清を加えて変更することができる。標準量のウイルスと標準量の血球を使用し、抗血清を段階的に希釈することにより、抗血清の濃度（血球凝集を阻害する最大の希釈値）を特定することができる。